# Pandemia de COVID-19 em Portugal
Em Portugal, a pandemia de COVID-19 iniciou-se, oficialmente, em 2 de março de 2020, quando foi reportado que dois homens, um médico de 60 anos que esteve de férias no norte de Itália e um homem de 33 anos que esteve em Espanha em trabalho, testaram positivo ao SARS-CoV-2.
Até ao dia 10 de março de 2022, houve 3 380 263 casos confirmados, com um total de 21 285 mortes e de 2 876 177 pessoas recuperadas. Atualmente, 1 127 pessoas encontram-se internadas, sendo que 70 estão em unidades de cuidado intensivo. Portugal está a passar pela sua quinta vaga da pandemia. Essa situação foi comunicada pela Direção-Geral da Saúde em meados de novembro de 2021. A partir do dia 10 de Março a Direção Geral da Saúde deixou de publicar os Relatórios de Situação Diários, os quais foram substituidos pelos Relatórios de Monitorização da Situação Epidemiológica da COVID-19. Estes relatórios não incluem os dados cumulativos de infectados, recuperados e mortes.

## Plano de fundo
No dia 12 de janeiro de 2020, a Organização Mundial da Saúde confirmou um novo coronavírus como agente etiológico de um surto de pneumonias atípicas de causa desconhecida na cidade de Wuhan, província de Hubei, China. O surto foi reportado à OMS no dia 31 de dezembro de 2019.

## Cronologia

### Fevereiro de 2020
4 de fevereiro de 2020

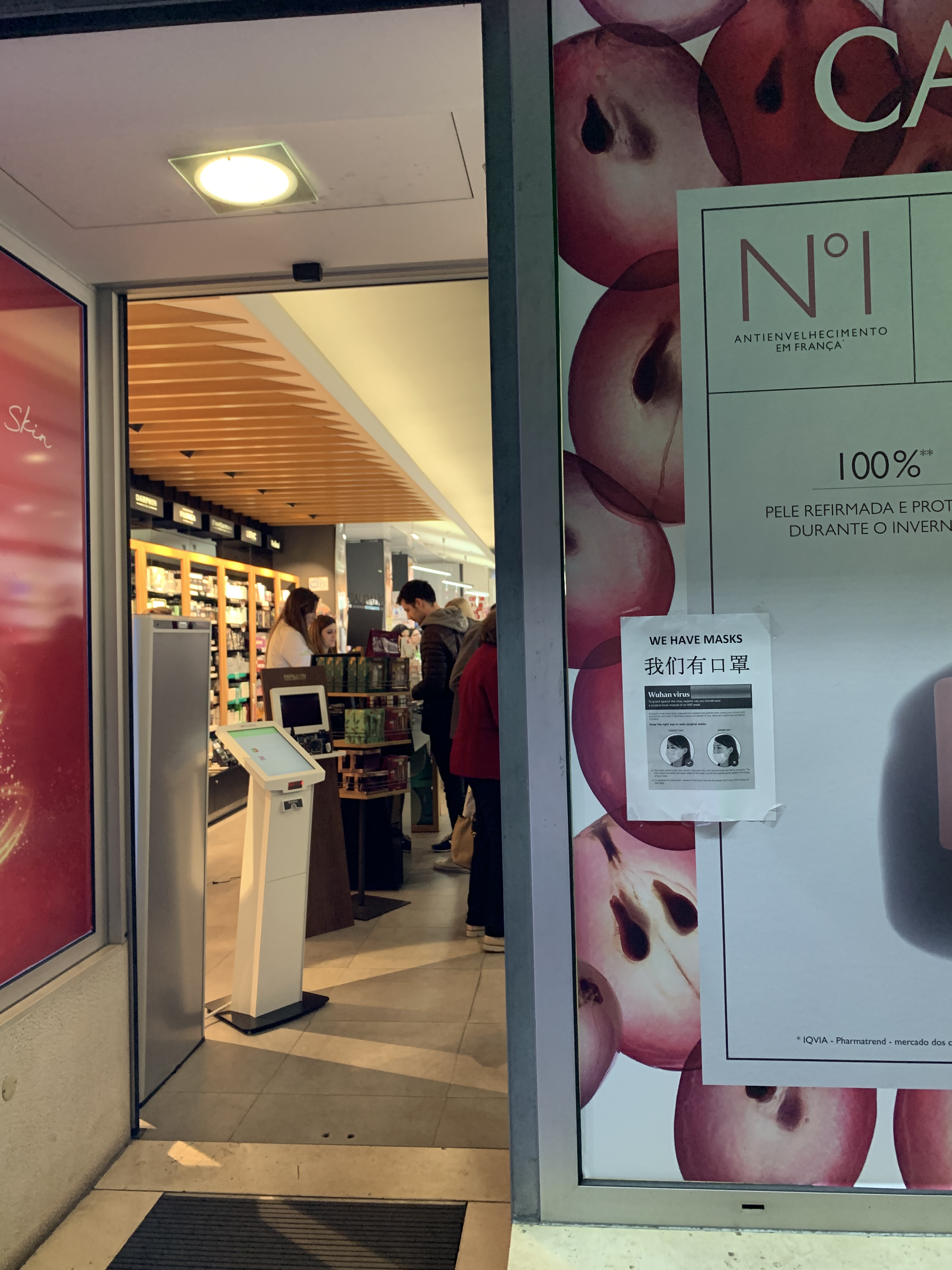
Farmácia em Lisboa, em fevereiro de 2020, com cartaz bilingue (inglês e chinês): "Temos máscaras."

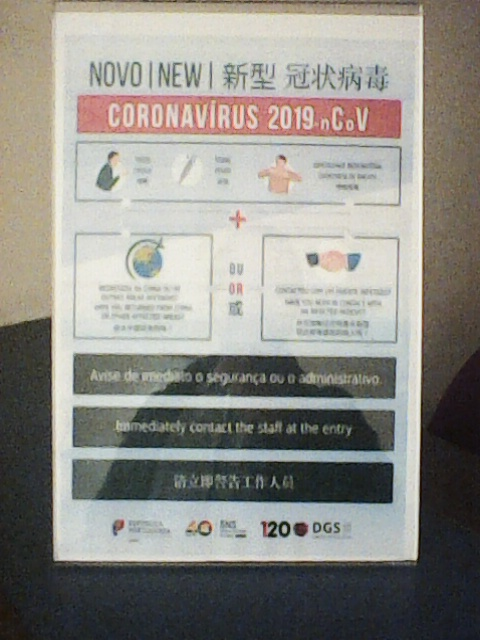
Cartaz trilingue (português, inglês e chinês) de aviso sobre o surto, afixado num Centro de Saúde de Lisboa, em fevereiro de 2020

Surgiram dois casos suspeitos, ambos portugueses, um de 40 anos e outro de 44 anos. O português de 40 anos já estava sob vigilância das autoridades de saúde, tendo estado com um grupo de alemães que integraram uma formação com um doente da China. O de 44 anos é residente na grande Lisboa, tendo sido validados dois critérios do vírus por dois médicos ("um médico da Linha de Apoio ao Médico da DGS e um médico do Hospital Curry Cabral").
14 de fevereiro de 2020
Portugal reportou mais um caso suspeito. Tratava-se de uma criança de idade não confirmada que havia regressado da China. Todos os seis anteriores casos suspeitos deram negativo após testes PCR.

### Março de 2020
2 de março de 2020
Portugal confirmou os seus dois primeiros casos. Um dos doentes é um homem de 60 anos que esteve de férias em Itália, o outro tem 33 anos e esteve em Valência.
3 de março de 2020
O Primeiro-Ministro António Costa visitou os doentes em quarentena no Centro Hospitalar Universitário de São João (Porto).
Foi dado início a um inquérito no seguimento do furto de máscaras de proteção do Hospital de Santa Luzia, em Elvas.
6 de março de 2020
Segundo dados da Associação Nacional de Farmácias (ANF), a procura por máscaras e desinfetantes aumentou 353,4% e 136,9%, respetivamente no mês de fevereiro. Comparativamente com o igual período do ano passado, as máscaras registaram “um aumento exponencial” de 1.829%.
O número de casos suspeitos em Portugal subiu para 181, enquanto que o número de pessoas em vigilância aumentou para 354 casos.
O Governo convocou uma reunião extraordinária da concertação social, com as confederações sindicais e patronais, para dia 13 de março às 10h00. O único ponto de ordem era “medidas relativamente à COVID-19”.
8 de março de 2020
O número de casos de COVID-19 era de 29: 17 internados no hospital de São João, 6 no Santo António e 6 no Curry Cabral, em Lisboa.
O ministério da Justiça decidiu suspender as visitas aos estabelecimentos prisionais de todo o país aos fins de semana. Com o intuito de impedir a propagação da COVID-19, os reclusos poderão apenas receber duas visitas por dia e apenas durante dias úteis.
A Escola E.B 2,3 de Idães (mun. Felgueiras), o ICBAS, a Faculdade de Farmácia da Universidade do Porto, e o edifício do curso de História da Universidade do Minho foram encerrados devido ao surto de COVID-19. O Presidente da República inicia uma quinzena em isolamento profilático, tendo suspendido toda a agenda oficial que estava programada depois de estar em contacto com uma turma da referida escola de Idães.
9 de março de 2020
Regista-se um segundo caso na Região Centro; o número de novos casos (9) é idêntico ao do dia anterior, parecendo estabilizar.
10 de março de 2020
O número de novos casos desce momentaneamente para 2 (haviam sido 9 nos dois dias anteriores); o relatório da D.G.S. inclui pela primeira vez o número de casos que aguardam resultado laboratorial (83) e dos contactados em vigilância pelas Autoridades de Saúde (667).
11 de março de 2020
O número de novos casos dispara para 18, o dobro do aparente platô dos dias anteriores, e o número dos contactados em vigilância pelas Autoridades de Saúde quintuplica para 3066.
12 de março de 2020

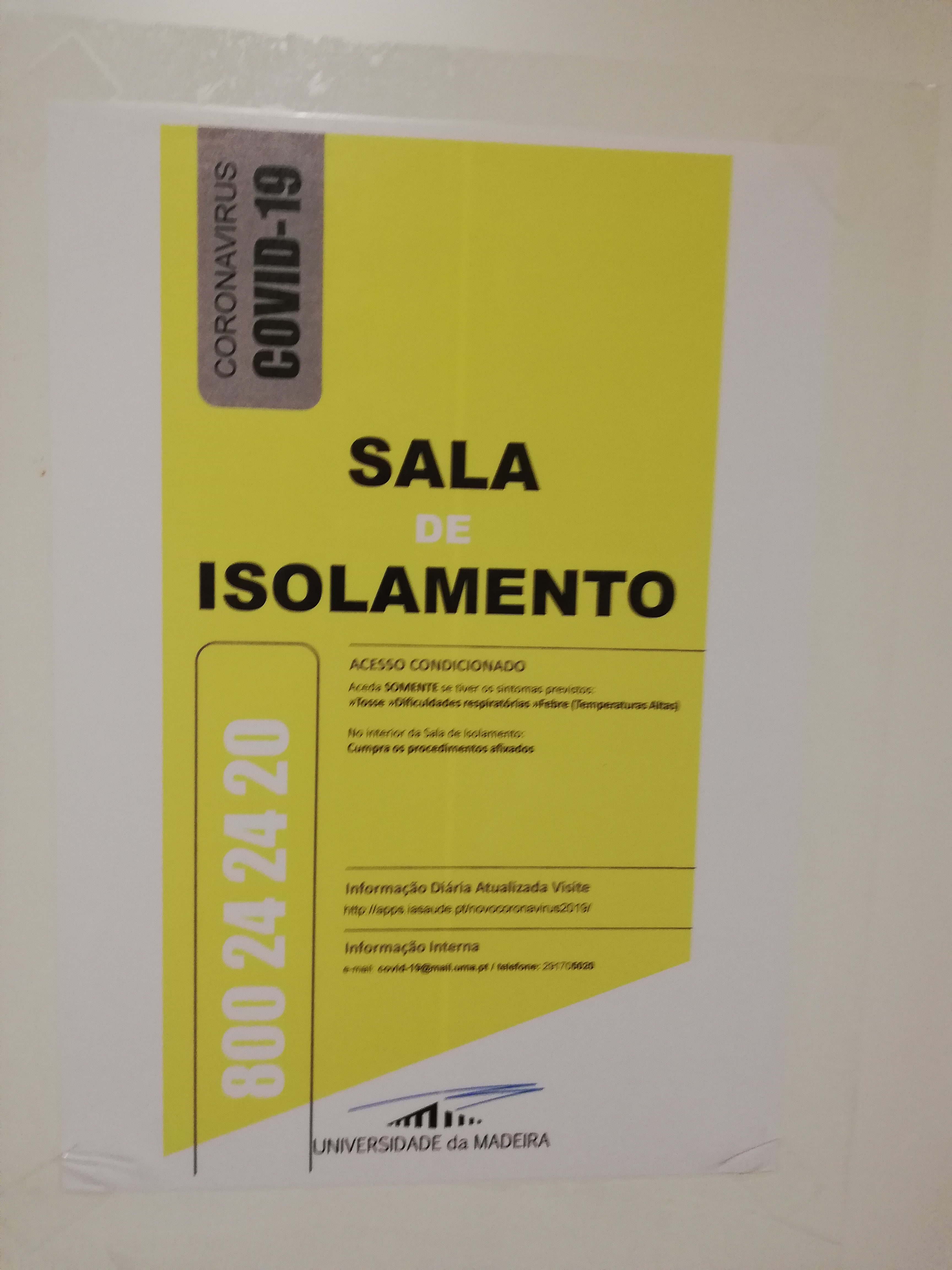
Sala de isolamento COVID-19 na Universidade da Madeira (em 12 de março).

Nova aparente estabilização do número de novos casos, agora 19: o total de infetados em Portugal passa para 78. O Hospital de São João (Porto) regista a primeira alta.
O primeiro-ministro António Costa decretou o fecho de todos os estabelecimentos de ensino públicos e privados a partir de 16 de março até 9 de abril, pelo menos.
Em consequência da pandemia de COVID-19, após considerarem inicialmente em 9 de março de 2020 a realização de jogos à porta fechada, a Primeira e Segunda Ligas de futebol decidiram pela suspensão total dos jogos por tempo indeterminado.
13 de março de 2020
Existiam 112 pessoas infetadas em Portugal, das quais cinco estavam a ser tratadas em casa. Existiam dois casos de recuperação completa que já tinham recebido alta, o último dos quais uma aluna da Escola Secundária de Coruche. É declarado o estado de alerta em todo o país.
No mesmo dia, o Instituto Nacional de Saúde Doutor Ricardo Jorge (INSA) sequenciou o genoma dos dois primeiros casos de COVID-19 em Portugal.
Na Região Autónoma da Madeira, onde nenhum caso tinha sido ainda confirmado, o Governo Regional ordenou a cessação de todos os voos entre a região e países onde havia transmissão ativa de COVID-19, com a exceção do território nacional.
14 de março de 2020
Há 169 casos confirmados e 1704 suspeitos de infeção. Em Ovar estão identificados dez casos de infeções de COVID-19, entre eles sete profissionais do centro de saúde de São João de Ovar, que contactaram com centenas de pessoas. O presidente da câmara da autarquia, Salvador Malheiro, encerrou todos os serviços municipais, e apelou ao isolamento social de toda a população do concelho.
A ministra da saúde, Marta Temido, admite que Portugal entrou em fase de crescimento exponencial do número de pessoas contaminadas com COVID-19.
O Governo da Região Autónoma da Madeira, em face da evolução da pandemia no país, decretou a quarentena obrigatória a partir da meia-noite do dia 14 de março, para todos os passageiros que chegarem ao Aeroporto Cristiano Ronaldo, que serve aquela Região Autónoma, sem aguardar pela concordância do governo central. Para o constitucionalista Jorge Reis Novais, a medida é inconstitucional e pode ser ignorada pelos cidadãos nacionais que se dirigirem à região. Em face da demora e relutância do Governo Central português em confirmar esta decisão, o deputado Carlos Rodrigues, da bancada do PSD-Madeira, que governa a Região juntamente com o CDS - Partido Popular, apelou à "desobediência total em relação a Lisboa" por forma a preservar a região, ainda com zero casos, do avanço da pandemia, avançando a qualquer custo com a quarentena para pessoas e tripulantes, lembrando os casos de Espanha e Itália em que a demora na atuação foi fatal. Entretanto, o Ministério da Administração Interna emitiu um comunicado no qual desaconselha fortemente os cidadãos nacionais não residentes a deslocarem-se ao arquipélago, por não ser possível assegurar a sua evacuação para território continental durante o período de quarentena.
A Autoridade Marítima Nacional interditou as praias de todo o país a grupos, proibindo todas as atividades desportivas e de lazer envolvendo mais de cinco pessoas.
15 de março de 2020
É divulgado pela DGS um total de 245 casos em Portugal, a maioria dos quais na região de Lisboa e Vale do Tejo. Destes, cinco são residentes no estrangeiro. Dos casos importados, a maioria provém de Espanha (16), seguida de Itália (14) e da França (9). Existem também casos provenientes da Suíça, Alemanha, Áustria, Andorra e Bélgica. 18 dos doentes encontram-se internados nos cuidados intensivos.
Aparece o primeiro caso nos Açores, na ilha Terceira: uma passageira de 29 anos do voo Porto-Terceira da Ryanair, realizado no dia 9 de março, que havia estado em Felgueiras, um dos focos da doença a nível nacional, e em Amsterdão. Surge igualmente o primeiro caso na Guarda, um homem com idade entre os 40 e os 50 anos, residente em Viseu, que regressara recentemente do estrangeiro, tendo estado em Itália, França e Espanha.
Todos os museus, monumentos e palácios nacionais, sob a tutela da Direção-Geral do Património Cultural (DGPC) são encerrados.
O primeiro-ministro, António Costa, anunciou limites à circulação da fronteira com Espanha, limitando-a à circulação de trabalhadores transfronteiriços e mercadorias.
16 de março de 2020
Portugal tem 331 casos confirmados de infeção por coronavírus. Três pessoas já recuperaram e o total de casos suspeitos sobe para 2908. Ocorreu também a primeira morte.
17 de março de 2020
O número de casos subiu para 448. O concelho de Ovar é colocado em quarentena obrigatória, após declaração de estado de calamidade.
18 de março de 2020

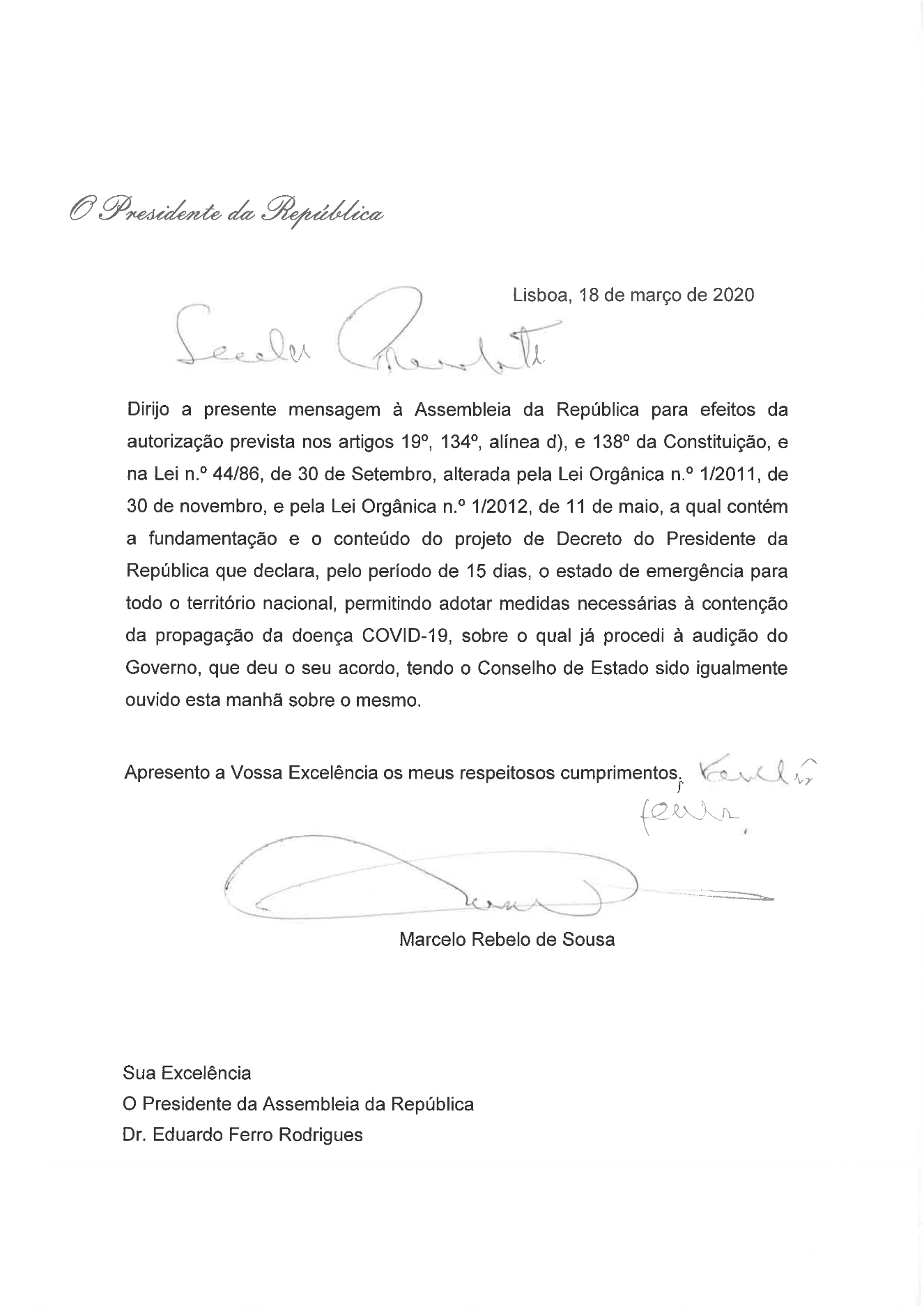
Carta do Presidente da República, Marcelo Rebelo de Sousa, ao Presidente da Assembleia da República, Eduardo Ferro Rodrigues, pedindo autorização ao Parlamento, nos termos da Constituição, para a declaração de Estado de Emergência, datada de 19 de Março.

É declarado o estado de emergência em todo o país.
É noticiada a segunda morte: óbito de António Vieira Monteiro, presidente do Banco Santander em Portugal. Tinha regressado de uma viagem a Itália e tinha-se colocado em quarentena Surgem os dois primeiros casos no Alentejo, sendo no país 642 casos.
19 de março de 2020
O número de novos casos abranda do pico da véspera, para 143; regista-se o primeiro óbito na região Centro.
20 de março de 2020
Já são 1020 casos de COVID-19 em Portugal, registando-se 6 mortes, sendo 850 pessoas que aguardam pelo resultado das análises laboratoriais. Neste momento, já são 5 recuperados da doença. Do relatório da D.G.S. deixa de constar a contabilização de cadeias de contágio.
21 de março de 2020
Já são 1280 casos positivos de COVID-19 em Portugal, registando-se 12 mortos, sendo 1050 pessoas que aguardam pelo resultado das análises laboratoriais. Mantém-se o número de recuperados: 5. O Alentejo registou o seu 3°caso positivo de COVID-19.
22 de Março de 2020

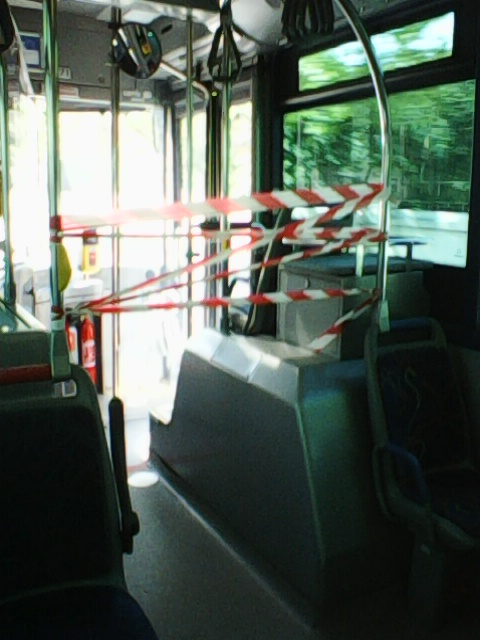
Porta dianteira, habitáculo do motorista, e validadores isolados em autocarro da C.C.F.L. (Lisboa), medida que duraria até ao final de abril.

Regista-se o primeiro caso nos Açores.
23 de março de 2020
O número de casos recuperados quase triplica, sendo agora de 14 pessoas; o relatório da D.G.S. passa a discriminar este número por região de saúde, não apenas o total nacional. O número de novos casos aumenta dramaticamente na região de saúde L.V.T. atingindo um valor recorde de 203.
24 de março de 2020
Nova subida no número de casos recuperados, para 22; o número de novos casos desce para 302, depois dos 460 da véspera.

### Abril de 2020
5 de abril de 2020
Portugal regista 11 278 casos confirmados, 295 mortos e 75 recuperados. Alentejo já regista 82 casos confirmados e mantém-se a única região continental sem vitimas mortais.
15 de abril de 2020
Há um total de 18 091 casos no país, 599 mortes e 383 casos recuperados. Por regiões, o Norte tem 10751 casos, Lisboa e Vale do Tejo 4102, Centro 2629, Algarve 295, Alentejo 155, Açores 100 e Madeira 59. Há 1200 pessoas internadas, das quais 208 em cuidados intensivos. Foram colhidas 208 314 amostras para teste.

### Maio de 2020
2 de maio de 2020
Foi feita a transição do estado de emergência, que vigorava no país desde o dia 18 de Março, para o estado de calamidade. Nesta altura, o país contava com 25.190 casos totais confirmados e 1.023 mortes, com uma taxa percentual de aumento de casos de 0,8% comparado com o dia anterior.

### Novembro de 2020
20 de novembro de 2020
O Conselho de Ministros aprovou hoje o decreto que regulamenta a declaração do estado de emergência efetuada pelo Presidente da República com a duração de 15 dias, das 00h00 de 24 de novembro às 23h59 de 8 de dezembro.
24 de novembro de 2020
Início do novo estado de emergência declarado no dia 21 de novembro de 2020.

### Dezembro de 2020
27 de dezembro de 2020
A primeira vacina distribuída em Portugal foi a da Pfizer. A vacinação iniciou-se em 27 de dezembro. A Direção-Geral da Saúde construiu um portal para informar a população sobre as várias fases da vacinação, a saber:
- 1.ª fase: Destina-se a pessoas com mais de 50 anos com patologias associadas; residentes e profissionais em lares e unidades de cuidados continuados; profissionais de saúde; profissionais das forças armadas, forças de segurança e serviços críticos. Nesta fase deverão ser vacinadas cerca de 950 mil pessoas.
- 2.ª fase: Nesta fase serão vacinadas 1,8 milhões de pessoas com mais de 65 anos e cerca de 900 mil com patologias associadas e mais de 50 anos.
- 3.ª fase: Toda a restante população. Os grupos desta fase serão revistos consoante o ritmo de entrega das vacinas[83]

### Janeiro de 2021
21 de janeiro de 2021
A estirpe de origem britânica, de mais fácil contágio e maior velocidade de transmissão que estirpes anteriores, coloca Portugal como um dos dois países com maior fração de novos casos por milhão de habitantes. O governo decreta a suspensão de todas as atividades letivas durante 15 dias, a partir de 22 de janeiro, que acabaria por se prolongar até abril.

## Meios e preparação
Portugal dispõe de onze hospitais de referência, nos quais podem ser validados casos suspeitos de infeção pelo novo coronavírus (COVID-19). Numa primeira linha, encontram-se os hospitais: Hospital Curry Cabral e Hospital de Dona Estefânia (para crianças), em Lisboa e o Hospital de São João, no Porto. Numa segunda linha, mediante o surgimento de um maior volume de casos suspeitos, foram ativados: os hospitais de Santa Maria, S. José, Hospital de São Francisco Xavier e o Hospital de Egas Moniz em Lisboa; o Centro Hospitalar e Universitário de Coimbra; o Hospital de Santo António, no Porto e também o Hospital de Braga e o hospital Sousa Martins na Guarda.
Segundo a Diretora-Geral da Saúde, Graça Freitas, existem dois mil quartos de isolamento nos hospitais do SNS, sendo que segundo a mesma "qualquer zona possa ser transformada numa zona de isolamento".
Em finais de Fevereiro (divulgado a 24), o transporte de doentes suspeitos era realizado por quatro ambulâncias do INEM, distribuídas cada uma pelas cidades de Lisboa, Porto, Coimbra e Faro. O Instituto Nacional de Emergência Médica (INEM) tem vindo a preparar os seus profissionais de saúde (cerca de 700) e todas as suas ambulâncias para o transporte de doentes suspeitos.
Actualmente Portugal com o Estado de Emergência declarado colocou já todos os seus hospitais do Serviço Nacional de Saúde e também os hospitais privados aptos a receber doentes de COVID-19.
O Governo declarou que todos os residentes em Portugal têm direito e acesso a receber tratamento e cuidados gratuitos contra a COVID-19 no Serviço Nacional de Saúde, acabando com as taxas moderadoras para aqueles que não estavam isentos destas.

### Análises laboratoriais
As amostras biológicas vindas de casos suspeitos só eram, até 24 de fevereiro de 2020, analisadas no Laboratório Nacional de Referência para o Vírus da Gripe (LNRVG), um laboratório de biossegurança de nível 3, localizado no Instituto Nacional de Saúde Ricardo Jorge.
A partir de dia 24 de fevereiro, o Hospital de São João, na cidade do Porto, dispõe igualmente da possibilidade de realização de testes. Prevê-se que surjam mais laboratórios capazes de realizar testes laboratoriais, tais como o Hospital Curry Cabral e unidades nas regiões autónomas da Madeira e Açores.
Atualmente todos os hospitais do país já fazem testes e análises laboratoriais.

## Reações

### Estado Português

#### Presidente da República
A 28 de janeiro de 2020, o Presidente da República Marcelo Rebelo de Sousa afirmou que tinha estado a acompanhar a situação relacionada com o surto do novo coronavírus tal como o repatriamento dos cidadãos portugueses em Wuhan.
A 4 de fevereiro, Marcelo Rebelo de Sousa admitiu que o epidemia do novo coronavírus SARS-CoV-2 na China "afeta a atividade económica de uma economia muito poderosa e, portanto, afeta a atividade económica do mundo, ou pode afetar". Admitiu igualmente a possibilidade de perturbações económicas devido à quebra de produção.
A 18 de Março de 2020, o Presidente da República declarou o "Estado de Emergência" que retira direitos e coloca restrições de circulação a toda a população, encerra todos os comércios exceto supermercados, farmácias, postos de combustível e restaurantes que funcionem em take-away.

#### Governo
A 26 de janeiro de 2020, o Ministério dos Negócios Estrangeiros, através de um aviso publicado no Portal das Comunidades Portuguesas, desaconselhou "viagens não essenciais" à China. O alerta teve como motivos eventuais riscos de saúde e as limitações existentes na circulação dentro do país. No mesmo aviso surge a recomendação aos residentes portugueses na China para se registarem junto dos respetivos consulados.
A 3 de março de 2020, o Primeiro-Ministro António Costa visitou os doentes em quarentena no Centro Hospitalar Universitário de São João (Porto).
A 11 de março de 2020, Portugal suspendeu todos os voos para a Itália por um período de 14 dias, informou a Reguladora de Aviação Civil de Portugal, em comunicado. A medida entrou em vigor no mesmo dia.
A 16 de março de 2020, o Governo decretou o "Estado de Alerta" que obrigou ao encerramento de escolas, bares, discotecas, restaurantes e restringiu a circulação de pessoas.

### Internacionais

Casos por concelho de residência, de 26 de Março a 9 de Abril

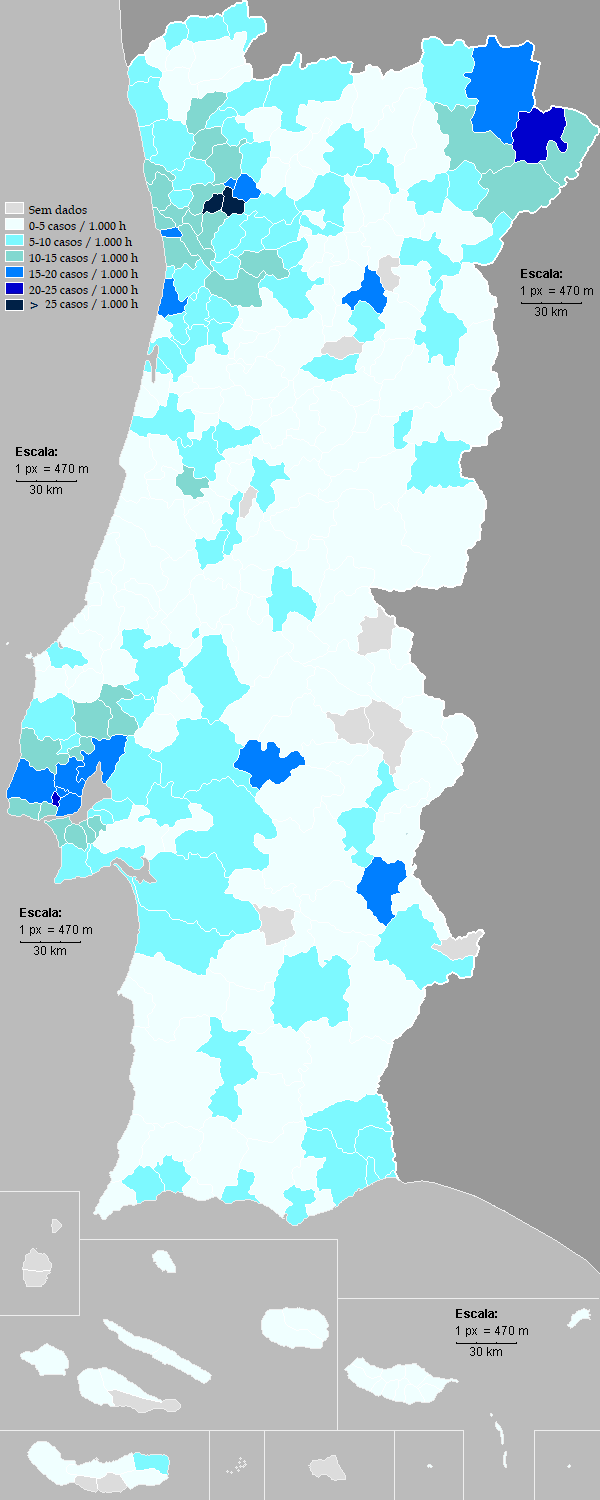
Casos per capita por concelho de residência, a 26 de outubro

#### Embaixada Chinesa em Portugal
O embaixador chinês em Portugal, Cai Run, afirmou que "durante o combate à epidemia, a China e Portugal têm mantido coordenação e colaboração estreitas, o que é uma forte prova da amizade genuína entre os dois povos". Agradeceu o apoio dado à China no combate à epidemia por parte de "quase cem personalidades políticas de dezenas de países", destacando em particular o secretário-geral das Nações Unidas António Guterres

### Outras reações

#### Graça Freitas
Em janeiro, Graça Freitas (Diretora-Geral da Saúde) considerou "um bocadinho excessivo" a possibilidade de contágio entre humanos, dizendo não existir "grande probabilidade" de o vírus chegar a Portugal. Graça Freitas assegurou que a Direção Geral da Saúde mantinha o acompanhamento da situação e publicaria boletins informativos sempre que relevante.

#### Francisco George
A 8 de fevereiro, Francisco George (presidente da Cruz Vermelha Portuguesa e anterior Diretor-Geral da Saúde) havia declarado que a epidemia do novo coronavírus «adquiriu uma expressão pandémica» podendo considerar-se uma pandemia.
Francisco George recusou alarmismos de natureza virulógica, afirmando que o que o SARS-CoV-2 se trata de um novo coronavírus e uma nova estirpe. Constatou igualmente que «estamos perante uma epizootia que deu o salto e provocou uma epidemia »(…)« não há qualquer evidência de que os vírus estejam a tornar-se mais resistentes.»

#### Raquel Guiomar
A responsável pelo Laboratório Nacional de Referência para o Vírus da Gripe e Outros Vírus Respiratórios, Raquel Guiomar, realçou que a partilha de informação da sequência genómica do vírus foi crucial para o seu diagnóstico, tendo sido esta partilha por parte de cientistas "rapidíssima".

## Impacto

### Economia
A pandemia de COVID-19 teve efeitos consideráveis na economia portuguesa. Em 2020 verificou-se um decréscimo de 7,6% do Produto Interno Bruto (PIB). Como resultado do retraimento do consumo privado, a procura interna expressou-se em um contributo negativo notável, contributo esse incrementado pela baixa procura externa, fruto de uma inaudita diminuição do fluxo turístico (que em 2020 registou uma queda de 75% na procura turística internacional).

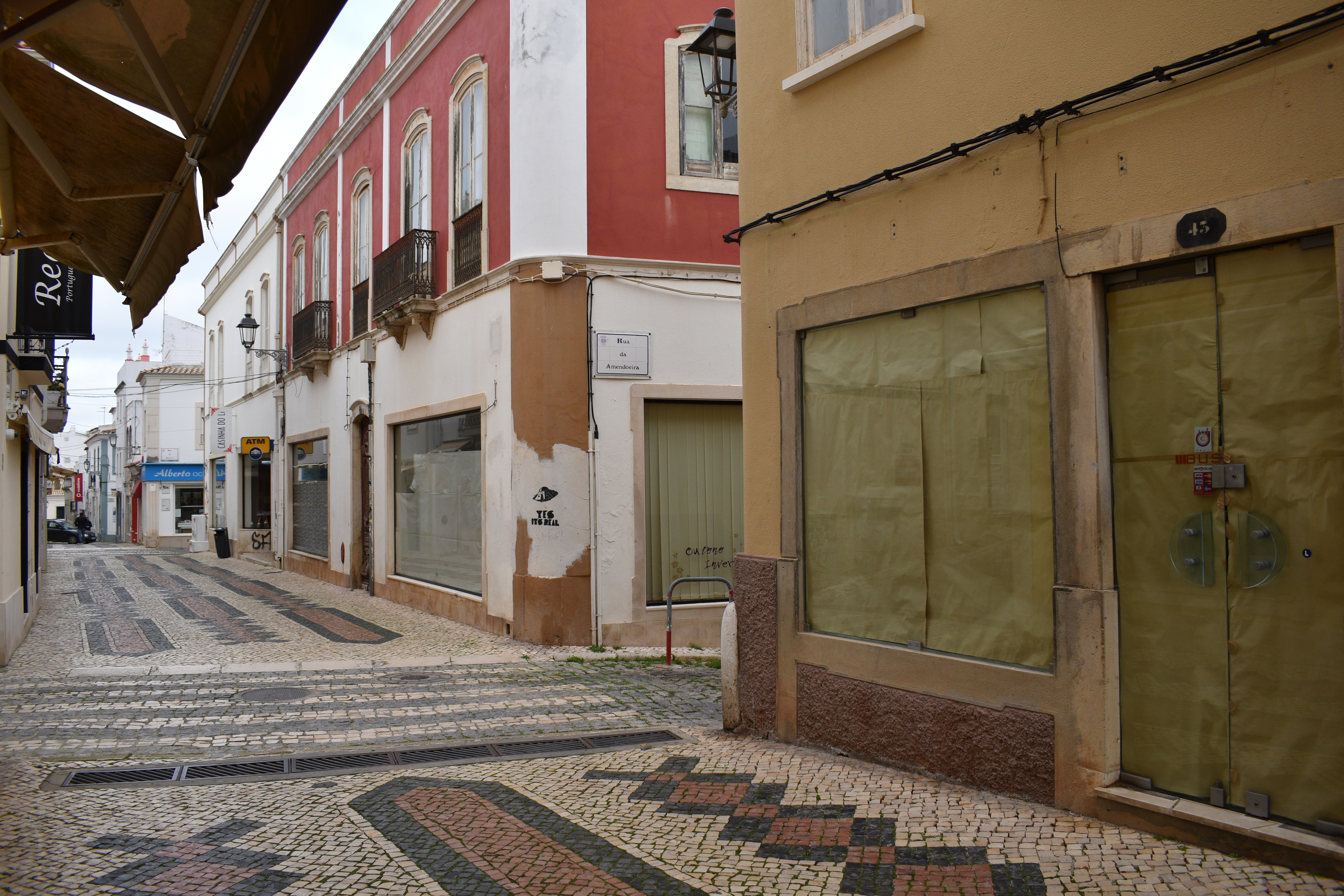
Comércio fechado e rua vazia em Lagos, no Algarve, um cenário comum em muitas cidades portuguesas.

 Consequentemente, constatou-se a perda de cerca de 100 mil empregos, uma redução de 10% das exportações, uma dívida pública que em Dezembro de 2020 havia chegado aos 270.408 milhões de euros (um aumento de 20,4 mil milhões de euros face ao mês homólogo de 2019) e um endividamento económico nacional que ascendeu aos 368,8% do PIB. Adicionalmente, verificou-se que a adopção do lay-off simplificado mitigou as consequências da interrupção económica e impediu um panorama de desemprego mais severo, sem o qual o número de desempregados seria substancialmente maior. Até Outubro de 2020, as empresas haviam demitido cerca de 7% dos funcionários, um valor que ascenderia aos 19% sem os apoios do estado. Segundo a UGT, que também admite que, por conta da falta de inscrição de muitas pessoas no IEFP, o número de desempregados é vastamente superior ao anunciado, tal sistema apenas postergou um agravamento do desemprego, assim como um cenário de calamidade social, inevitáveis. Um estudo realizado conjuntamente pela Universidade Nova de Lisboa, a Fundação La Caixa e o BPI demonstrou que a classe mais pobre foi a mais afectada pela pandemia, tendo os efeitos incidido especialmente sobre a educação e os rendimentos dos mais desfavorecidos.
Devido às peculiaridades económicas das distintas regiões do país, as consequências da pandemia divergiram em gravidade entre as diversas localidades, destacando-se o Algarve, a Madeira e a Área Metropolitana de Lisboa como as mais atingidas, em grande medida pela grande dependência que têm do turismo. Entre os sectores mais afectados encontram-se os do retalho, restauração, vinicultura e hotelaria.
Segundo alguns economistas, como consequência do severo confinamento, a economia portuguesa apresentará um quadro de contração económica de 2% em 2021, enquanto outros antevêem um cenário mais positivo, apontando para um crescimento.
Ainda de acordo com a Comissão Europeia, o Produto Interno Bruto de Portugal deverá cair 2,1% em cadeia no primeiro trimestre do ano, a contração mais acentuada no bloco comunitário.
Ante estes problemas, têm vindo a surgir apelos à agilização do processo de vacinação contra a COVID-19, com vista a antecipar o desconfinamento e a retoma da economia.

### Política

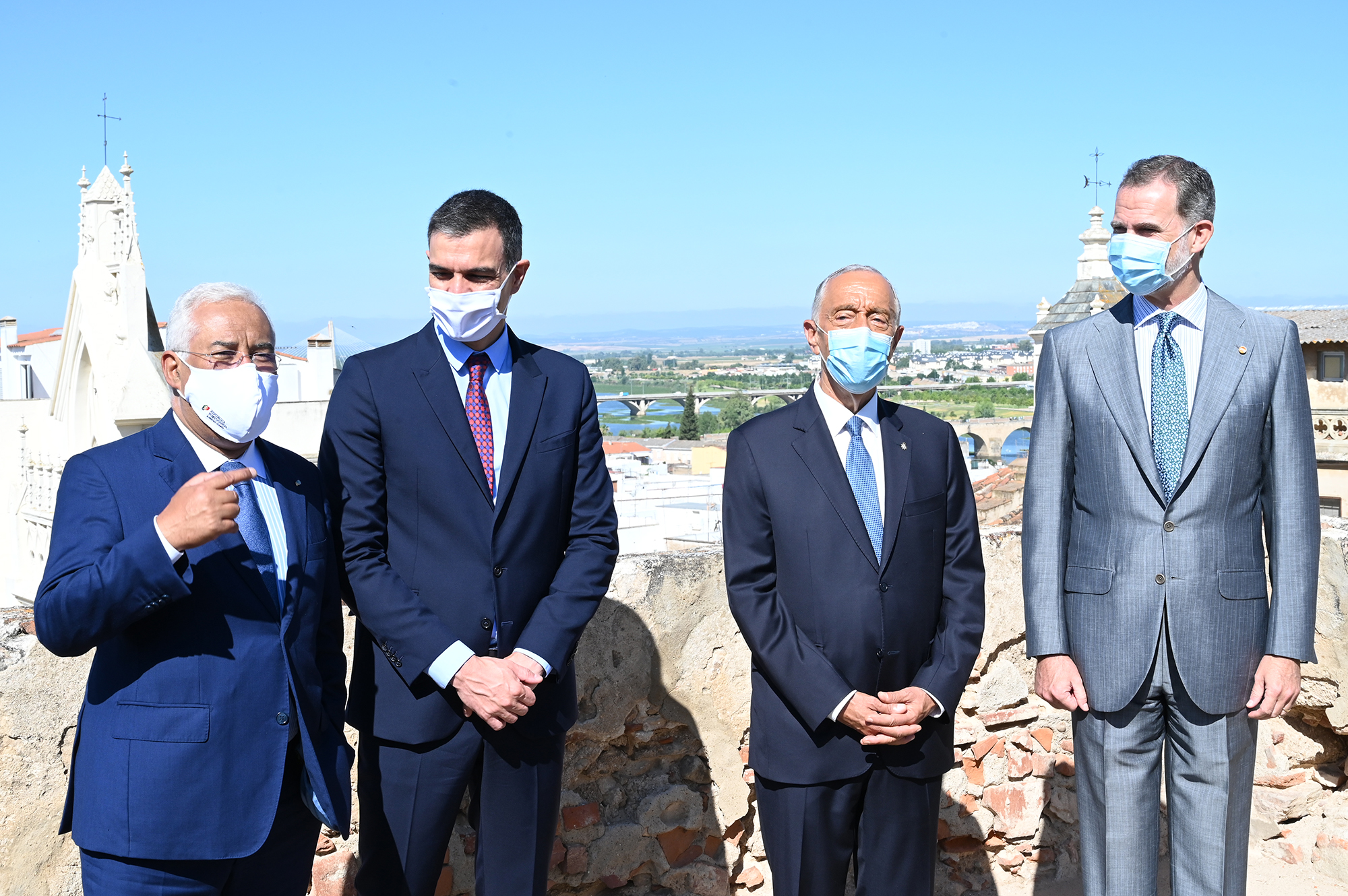
António Costa com o seu congénere espanhol, Pedro Sánchez, Marcelo Rebelo de Sousa e o Rei de Espanha, Felipe VI na reabertura das fronteiras, em julho de 2020.

No tocante às sucessivas respostas à pandemia, o governo português foi alvo tanto de elogios quanto de críticas.
Quando indagado sobre a necessidade do país se endividar como forma de combater a pandemia, o Presidente da República, Marcelo Rebelo de Sousa, reiterou que “Sabe que quando não há outro remédio, tem de ser”, assegurando que, não obstante tal inevitabilidade, os credores confiam na capacidade de gestão orçamental do país. António Costa, por sua vez, contestou os críticos e afirmou que tudo fez para evitar os confinamentos. Declarou ainda que o panorama vindouro pode ser encarado com confiança, elogiou a resiliência das empresas face a uma crise sem precedentes e enalteceu o sucesso da emissão de dívida com juros negativos.
No entanto, críticas foram lançadas aos apoios do estado, considerados insuficientes, tardios, pouco abrangentes e envoltos em burocracia, assim como à gestão geral da pandemia. Entre os pareceres negativos encontram-se renovações de estados de emergência, a administração do SNS, assim como o plano de desconfinamento. Subsequentemente, foram organizados protestos contra o confinamento, que muitos consideram prolongado e abusivo.
A despeito do supracitado, o Primeiro-Ministro descartou a possibilidade de uma crise política, asseverando que a prioridade do governo é a contenção da pandemia e a recuperação económica, cuja execução, possibilitada com fundos europeus, poderá estender-se até 2026.

### Sociedade
O impacto social do surto de Covid-19 em Portugal foi multifacetado e incidiu diferentemente nas diversas camadas sociais. Entre os mais afectados encontram-se aqueles cujos rendimentos dependem dos sectores mais atingidos pelos sucessivos confinamentos. As consequências encontram-se actualmente em um estado de evolução, agravando-se em proporção análoga às medidas de contingência adoptadas pelo governo como um meio para combater a pandemia. Várias análises preliminares projectam um aumento exponencial da precariedade laboral, desemprego e pobreza.
No sector da saúde, como resultado da canalização dos recursos médicos para o combate da pandemia e a subsequente negligência para com doentes não-covid, observou-se um aumento notável do número de utentes em listas de espera para cirurgias. Nos hospitais do SNS, mais de um milhão de consultas foram ou canceladas ou postergadas em 2020, tendo-se registado nesse mesmo ano uma queda de 18% no número de cirurgias efectuadas relativamente ao ano antecedente.
Em 2020, os três IPOs do país realizaram menos 3,100 cirurgias, e em Fevereiro de 2021 existiam cinco mil utentes oncológicos que aguardavam cirurgia, um número resultante principalmente da interrupção da actividade normal dos hospitais para fazer frente à pandemia de Covid-19, assim como do contágio de alguns dos profissionais de saúde que trabalham em tais centros. 
O Hospital Garcia de Orta foi forçado a desmarcar 14.700 consultas, correspondentes a 32 especialidades", entre março de 2020 e 15 de Março de 2021, "por motivo de contingência, associada à Pandemia". Ainda em 2020, 450 mil pessoas não haviam feito o rastreio do cancro da mama, ou do cancro do colo do útero ou colorretal, facto esse que leva alguns médicos a crer que muitos doentes chegaram a um ponto incurável.  
Em Janeiro de 2021, haviam 216 mil pessoas em lista de espera para cirurgia, 20% dos quais à espera há mais de um ano. Segundo o bastonário da ordem dos médicos, «O panorama geral é preocupante. Houve uma tentativa real, legislada em despacho ou em decreto, para que os profissionais dos hospitais ou dos centros de saúde se dedicassem prioritariamente à doença Covid-19. E isto tem um impacto brutal, também, naquilo que foram os atrasos [no atendimento]» tendo ainda acrescentado «Há doentes que já não são recuperáveis. Há doentes que não chegaram a entrar no sistema e nós, simplesmente, nem sequer sabemos quem são. Como é que é possível um plano de recuperação e resiliência não ter nada em matéria de recuperação concretamente de doentes que ficaram para trás?». Dado ao facto da pandemia, assim como as várias medidas de contingência para a mitigar, estarem ainda em curso, o número real de danos colaterais e mortes não-covid, resultantes do adiamento ou cancelamento de cirurgias, está ainda por determinar.
Na esfera familiar, foi verificado um aumento da violência doméstica, inclusivamente contra crianças, fruto de uma convivência familiar incrementada pelas sucessivas quarentenas, assim como do stress ocasionado pelo teletrabalho ou pela perda de emprego ou suspensão laboral.
Ademais, constatou-se uma queda significativa no número de casamentos, sendo, em 2020, menos 16.834 que em 2019. Houve também um aumento de divórcios no pós-desconfinamento de 2020.

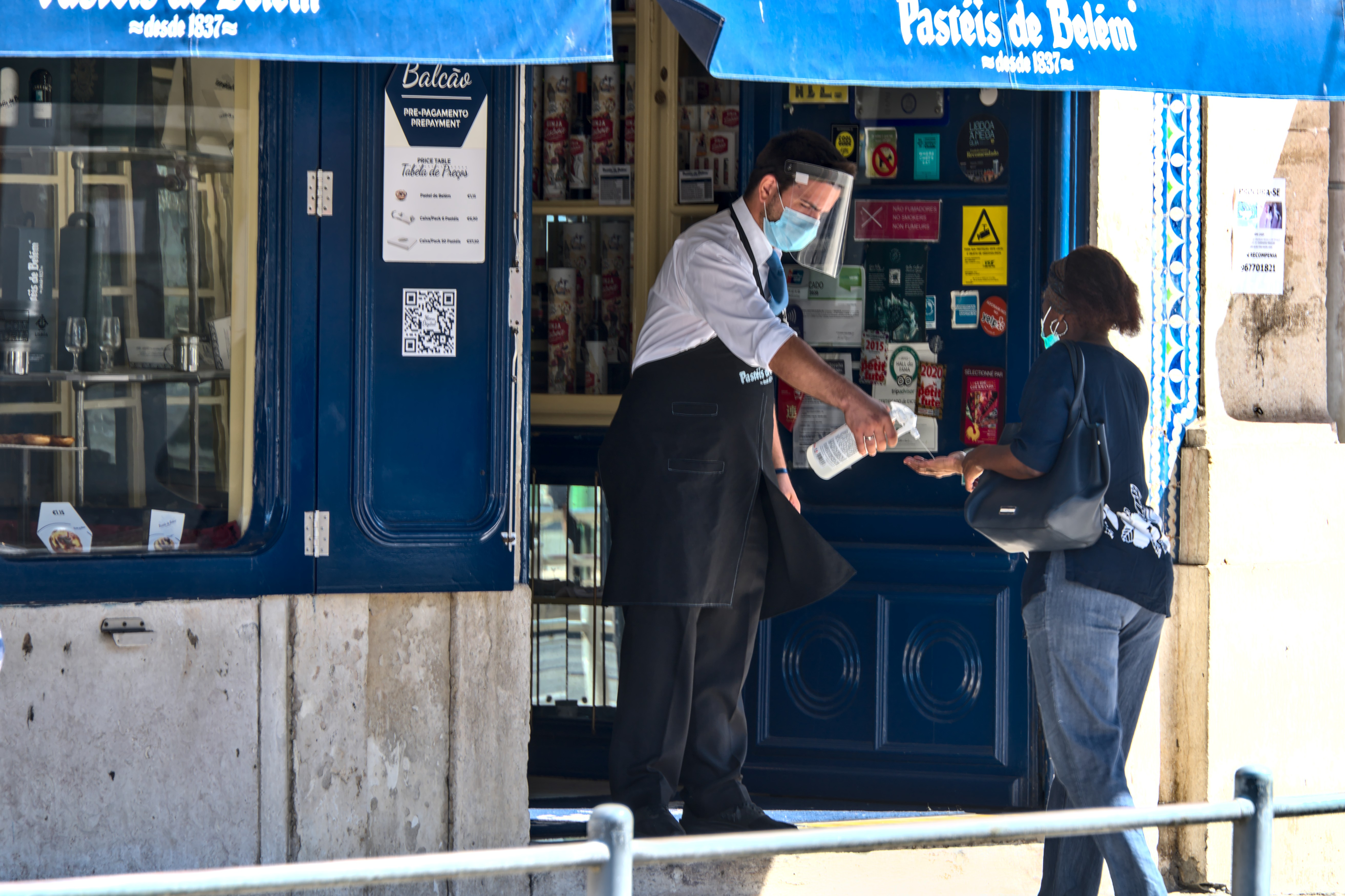
Desinfeção de mãos num estabelecimento em Lisboa.

No âmbito das dependências, verificou-se um aumento dos pedidos de ajuda relativamente a vícios relacionados ao álcool, jogo e internet. No quadro da dependência alcoólica, observou-se um crescimento das recaídas, tendo a capacidade de prestação de auxílio pelas entidades competentes sido diminuta por conta das restrições impostas pelo confinamento. 
Já no que concerne à saúde mental, verificou-se um agravamento dos casos de ansiedade, insónias e depressão em jovens universitários acima dos 18 anos de idade, assim como em pessoas desempregadas. 
Notou-se adicionalmente, com o aumento do desemprego e a crise económica, uma deterioração do estado psicológico da população, nomeadamente de casos de neurose e comportamentos obsessivo-compulsivos.
O confinamento foi alvo de críticas por parte de diversas entidades, desde partidos políticos, médicos e juristas. Algumas das críticas versam sobre a ineficácia do confinamento, os efeitos colaterais na saúde de doentes não-covid, assim como a restrição de liberdades, a livre circulação, o direito à saúde, ao trabalho e subsistência. Outras análises negativas relativamente ao confinamento aludem aos efeitos adversos na saúde mental de muitos indivíduos, incluindo em utentes de lares, podendo ser responsável por um aumento de suicídios e ideações suicidas.
Segundo um estudo conduzido pela Universidade Nova de Lisboa, um em cada quatro portugueses encontra-se "agitado", "ansioso" ou "triste" devido ao isolamento social, sentimentos esses que contribuíram para uma menor predisposição para seguir regras e cumprir medidas restritivas. Quase 15% dos inquiridos revelaram considerar "muito difícil" usar equipamento de protecção.

### Hesitação vacinal
A possível relação entre a vacina da AstraZeneca e coágulos sanguíneos, baixos níveis de plaquetas no sangue e hemorragias levou, não obstante a sua baixa incidência, ao aumento do número de portugueses reticentes quanto ao processo de vacinação contra a Covid-19. Um inquérito levado a cabo pela Escola Nacional de Saúde Pública (ENSP) da Universidade Nova de Lisboa revelou que, entre 19 de março e 2 de abril, o número de pessoas que se recusavam a ser vacinadas passou de 1,7% para 7,8%, tendo adicionalmente constatado que outros 10% afirmavam estar hesitantes quanto à vacinação. O estudo destacou ainda, dentro do segmento de recusa/hesitação vacinal, um perfil maioritariamente composto por pessoas «mais jovens, que perderam parte ou a totalidade do seu rendimento, não tomavam vacina da gripe, mostram baixa confiança nos Serviços Saúde e nas medidas e consideram a informação das autoridades de saúde pouco clara e inconsistente.». Apesar disso, uma das investigadoras salientou que o plano de vacinação da população não se encontra comprometido.
O governo português prevê que 70% da população estará vacinada até setembro de 2021.

### Certificado de Vacinação
A introdução de um Certificado de Vacinação contra a Covid-19 em Portugal, certificado esse sugerido primeiramente por alguns países-membros UE como forma de incentivar a retoma do trânsito aéreo e sectores afectados pela pandemia, como o turismo, está a ser ponderada. Numa conferência de imprensa, a Secretária de Estado dos Assuntos Europeus, Ana Paula Zacarias, advertiu que o Certificado, também conhecido como 'Passaporte Covid' é «importante para os Estados-membros reunirem toda a informação sobre a situação em termos de vacinação, mas também de pessoas que recuperaram da covid-19 e as que tiveram testes negativos. A ideia também é facilitar a livre circulação tão cedo quanto possível. Sabemos que agora a situação não é fácil por toda a Europa, é preciso muita cautela, mas este certificado dá-nos uma luz de esperança de que, por altura do verão, se possa retomar um pouco uma vida normal.».
Apesar do seu cariz voluntário, a vacinação contra a Covid-19 poderá adquirir um regime de obrigatoriedade. Segundo Rogério Alves, comentador da TVI, «A obrigatoriedade da vacina não significa obrigar à força que as pessoas sejam vacinadas. Não estamos a imaginar os cidadãos a espernear nas mãos das autoridades antes de ser vacinados como uma criança que não quer comer a sopa.». Todavia, observa-se uma situação de obrigação indirecta, já que a recusa da vacina poderá privar quem a rejeite de várias liberdades. O Certificado de Vacinação, alertam especialistas, poderá contribuir para um aumento da discriminação, invasão de privacidade e a criação de "cidadãos de primeira e de segunda". Tal exclusão social, amparada pelo Certificado de Vacinação Covid-19, poderá constituir um caso de inconstitucionalidade.
A 9 de Julho 2021, em conformidade com o Decreto-Lei n.º 56-C/2021, restaurantes, estabelecimentos turísticos e centros comerciais passaram a ser obrigados a requisitar um certificado de vacinação covid ou um teste de covid negativo aos seus clientes. Tais medidas já foram alvo de críticas.

### Ambiente
Os confinamentos, impostos pelo governo como meio de combate à pandemia, levaram a uma consequente interrupção económica que, por sua vez, diminuiu os níveis de poluição atmosférica no território português. Entre janeiro e setembro de 2020, o consumo elétrico diminuiu 8,2%, as emissões de gases poluentes caíram 21,9%, o consumo de gás natural registou uma queda de 11,9% e o gasóleo uma de 15,4%. No tocante às famílias, o consumo energético, fruto de uma maior permanência em casa, aumentou. No entanto, o consumo de gasolina e as emissões poluentes por parte das famílias caíram 18,3% e 6,3%, respectivamente, superando o impacto negativo do aumento do consumo elétrico das mesmas. No que se refere aos transportes aéreos, o número de passageiros diminuiu 67,7% e o consumo de energia caiu 60,9%, tendo, como resultado, diminuído em 56,6% as emissões de dióxido de carbono desta indústria entre janeiro e setembro. Em Lisboa houve uma redução de 80% das emissões de dióxido de azoto, e no Porto de 60%. No Algarve, a região portuguesa mais dependente do turismo, as emissões de dióxido de azoto atingiram uma redução de 60% e de partículas a queda foi de 27%.
Segundo Myriam Lopes, docente da Universidade de Aveiro e especialista em poluição do ar, «O problema é que nós não estamos a usufruir dessa qualidade do ar. Pensei isso logo no primeiro confinamento. Mas os animais aproveitaram e nós hoje conseguimos ouvir muito mais os passarinhos, a biodiversidade invadiu mais as cidades. De facto, se tiramos os humanos da equação e os danos negativos da atividade humana, houve aqui uma recuperação.». Contudo, prevê-se uma retoma dos níveis de poluição pré-pandemia após o desconfinamento. Claus Zehner, coordenador da missão Copernicus Sentinel-5P da ESA, comentou que «Esperávamos que a poluição do ar se recuperasse à medida que os bloqueios fossem suspensos em todo o mundo» mas alertou que os níveis de poluição atingidos pela China anunciam um mau presságio. Agregou ainda «Nas próximas semanas e meses, esperamos aumentos nas concentrações de dióxido de nitrogênio também na Europa.».

### Juventude LGBT+
Um estudo da Faculdade de Psicologia e de Ciências da Educação da Universidade do Porto (FPCEUP) que visava “avaliar a saúde psicológica e as redes de apoio social” de jovens LGBT+ que vivem com as suas figuras parentais durante a pandemia da covid-19 concluiu, com base num inquérito feito a 632 pessoas jovens LGBT+, que a maioria não se sentiu confortável no seio familiar durante o confinamento.
Das pessoas inquiridas, 59% afirmaram estar desconfortáveis no seio familiar e três em cada 10 sentiram-se “bastante desconfortáveis” a viver em casa das figuras parentais durante o confinamento social.
Além disso, 35% dos jovens sentiram-se “sufocados” por não poder expressar a sua identidade no seio familiar, sendo que no caso dos jovens cuja família tinha conhecimento da sua identidade, 35% afirmaram que as mesmas “lidam mal ou muito mal” com isso.
Este estudo, com caráter longitudinal e intercultural, concluiu ainda que seis em cada 10 participantes consideraram que a pandemia afetou “bastante” a sua vida.
No que concerne às redes de apoio social, metade dos jovens admitiram sentir-se isolados dos seus amigos e 35% “extremamente isolados” do namorado ou namorada.
“Quanto ao presente estudo, se para alguns e algumas jovens a pandemia da covid-19 não teve impacto nas suas redes de apoio social, uma proporção importante sentiu-se bastante isolada dos seus amigos”, refere a FPCEUP.

## Medidas aplicadas na terceira vaga

### Regras gerais
- Teletrabalho sempre que possível
- Estabelecimentos devem fechar às 21h durante a semana
- Estabelecimentos devem fechar às 13h ao fim de semana ou feriados, ou às 19h no caso do retalho alimentar

### Primeira fase de desconfinamento
- Creches, pré-escolar, 1º ciclo
- Livrarias, bibliotecas e arquivos
- Cabeleireiros, manicures e similares
- Comercio ao postigo
- Comercio automóvel e mediação mobiliaria

### Segunda fase de desconfinamento
- 2º e 3º ciclo
- Lojas até 200 m2 com porta para a rua
- Equipamentos sociais na área da deficiência
- Esplanadas até um máximo de 4 pessoas por mesa
- Museus, monumentos, galerias de arte e similares
- Feiras e mercados não alimentares, por decisão municipal
- Modalidades desportivas de baixo risco
- Atividade física ao ar livre ate 4 pessoas
- Ginásios sem aulas de grupo

### Terceira fase de desconfinamento
- Ensino secundário e ensino superior
- Lojas de cidadão com atendimento presencial por marcação
- Cinemas, teatros, auditórios, salas de espetáculos
- Todas as lojas e centros comerciais
- Casamentos e batizados até 25% da lotação
- Eventos exteriores com lotação reduzida
- Modalidades desportivas de médio risco
- Atividade física ao ar livre ate 6 pessoas
- Ginásios sem aulas de grupo
- Restaurantes, cafés e pastelarias, com máximo de 4 pessoas por mesa no interior ou 6 por mesa em esplanada. Devem encerrar às 22h em dias uteis ou às 13h ao fim de semana e feriados

### Quarta fase de desconfinamento
- Restaurantes, cafés e pastelarias, com máximo de 6 pessoas por mesa no interior ou 10 por mesa em esplanada, sem limite de horários
- Todas as modalidades desportivas
- Ginásios com aulas de grupo
- Grandes eventos exteriores
- Eventos interiores com lotação reduzida
- Casamentos e batizados até 50% da lotação

## Medidas aplicadas na quarta vaga
Plano de desconfinamento

### Certificado digital ou teste negativo
- Viagens aéreas e marítimas
- Estabelecimentos turísticos e alojamento local
- Restaurantes no interior sextas a partir das 19h, fins de semanas e feriados
- Aulas de grupo em ginásios
- Termas e spas
- Casinos e bingos
- Eventos com mais de 1000 pessoas no exterior e 500 pessoas no interior
- Casamentos e batizados com mais de 10 pessoas
- Bares e discotecas (fase 3)

### Fase 1
- Teletrabalho recomendado
- Fim da limitação de circulação na via pública a partir das 23h
- Horários de funcionamento normais até às 2h
- Espetáculos culturais com lotação máxima de 66%
- Público nos espetaculos desportivos, segundo as normas da DGS
- Em restaurantes, cafés e pastelarias, máximo de 6 pessoas por mesa em interior e de 10 pessoas por mesa em esplanadas
- Casamentos e batizados até 50% da lotação

### Fase 2
- A máscara deixa de ser obrigatória na via pública
- Em restaurantes, cafés e pastelarias, máximo de 8 pessoas por mesa em interior e de 15 pessoas por mesa em esplanadas
- Serviços públicos sem marcação prévia
- Espetáculos culturais com lotação máxima de 75%
- Fim da lotação máxima nos transportes públicos
- Casamentos e batizados até 75% da lotação

### Fase 3
- Fim das restrições na restauração
- Estabelecimentos e equipamentos sem limites de lotação
- Casamentos e batizados sem limites de lotação
- Abertura de bares e discotecas mediante certificado digital

## Estatísticas

### Primeiros casos
| Caso | Data               | Idade | Género | Nacionalidade | Local de Tratamento                                | Origem de Deteção   | Origem da Infeção                                                            | Ref.as                          |
| ---- | ------------------ | ----- | ------ | ------------- | -------------------------------------------------- | ------------------- | ---------------------------------------------------------------------------- | ------------------------------- |
| 1    | 2 de março de 2020 | 33    | ♂      | Portugal      | Hospital de São João, Porto                        | Porto               | Valencia, Espanha                                                            | [ 184 ]                         |
| 2    | 2 de março de 2020 | 60    | ♂      | Portugal      | Hospital de São João, Porto                        | Porto               | Transmissão de humano-para-humano Itália                                     | [ 184 ]                         |
| 3    | 3 de março de 2020 | 60    | ♂      | Portugal      | Centro Hospitalar Universitário de São João, Porto | Porto               | Os dois doentes infetados "tinham ligações a casos confirmados de COVID-19". | [ 185 ] [ 186 ]                 |
| 4    | 3 de março de 2020 | 37    | ♂      | Portugal      | Hospital Curry Cabral, Lisboa                      | Lisboa              | Os dois doentes infetados "tinham ligações a casos confirmados de COVID-19". | [ 185 ] [ 186 ]                 |
| 5    | 4 de março de 2020 | 44    | ♂      | Portugal      | Centro Hospitalar Universitário de São João, Porto | Porto               | Transmissão de humano-para-humano Itália                                     | [ 187 ] [ 188 ] [ 189 ] [ 190 ] |
| 6    | 4 de março de 2020 | 40-49 | ♀      | Portugal      | Hospital Curry Cabral, Lisboa                      | Vila Franca de Xira | Transmissão de humano-para-humano Itália                                     | [ 191 ] [ 192 ]                 |
| 7    | 5 de março de 2020 | 50    | ♂      | Portugal      | Centro Hospitalar Universitário de São João, Porto | Porto               | Transmissão de humano-para-humano Itália                                     | [ 193 ]                         |
| 8    | 5 de março de 2020 | 49    | ♂      | Portugal      | Centro Hospitalar Universitário de São João, Porto | Porto               | Ligação a caso confirmado                                                    | [ 193 ]                         |
| 9    | 5 de março de 2020 | 42    | ♂      | Portugal      | Hospital Curry Cabral, Lisboa                      | Amadora             | Transmissão de humano-para-humano Itália                                     | [ 194 ]                         |
| 13   | 5 de março de 2020 |       |        |               |                                                    |                     |                                                                              | [ 195 ]                         |
| 15   | 7 de março de 2020 |       |        |               |                                                    |                     |                                                                              | [ 196 ]                         |
| 18   | 7 de março de 2020 |       |        |               |                                                    |                     |                                                                              | [ 197 ]                         |
| 25   | 8 de março de 2020 |       |        |               |                                                    |                     |                                                                              | [ 198 ]                         |
| 28   | 8 de março de 2020 |       |        |               |                                                    |                     |                                                                              | [ 199 ]                         |
| 30   | 8 de março de 2020 |       |        |               |                                                    |                     |                                                                              | [ 200 ] [ 201 ]                 |

### Casos por idade e género
Os gráficos a seguir refletem a proporção dos casos e mortes por idade e sexo divulgados no dia 7 de Novembro de 2021.

### Gráficos da evolução dos casos

Evolução diária do número de casos (a azul) e de óbitos — totais acumulado (a vermelho) e dos últimos 10 dias (a tracejado preto e branco ◨) —, em escala logarítmica.

## Identificação do genoma
A 13 de março o Instituto Nacional de Saúde Doutor Ricardo Jorge sequenciou o genoma dos dois primeiros casos de COVID-19 em Portugal, sendo expectável que daí a poucos dias estivessem já sequenciados entre 30 a 40 genomas de casos no país, contributo determinante no desenvolvimento de uma vacina e no aconselhamento das medidas de saúde pública que devem ser adoptadas. O material genético do SARS-CoV-2 foi extraído e amplificado, por forma a gerar muitas amostras. Foi depois utilizada a sequenciação de nova geração para se obter todo o genoma num curto período de tempo, fazendo-se por fim uma análise bioinformática do vírus. O processo finaliza com a deposição das sequências genéticas investigadas na base de dados pública GISAD. A plataforma bioinformática Nextstrain permite a integração de todos os genomas tornados públicos na GISAD, sendo aqui colocada a árvore filogenética do vírus, uma representação gráfica que mostra a proximidade entre os diferentes genomas de várias amostras de vírus. A proximidade das amostras na árvore implica maior probabilidade de existir uma ligação epidemiológica entre eles.
A primeira amostra provém de um homem que reportou ter vindo de Itália, tendo passado pela Alemanha. A sequência identificada é semelhante a muitas outras reportadas em Itália, o que é compatível com a informação epidemiológica. A segunda amostra é de outro homem que veio de Valência, em Espanha, com uma árvore filogenética também próxima das sequências de Itália, indicado a probabilidade da infeção naquele país.”